# Bătinești
Bătinești – wieś w Rumunii, w okręgu Vrancea, w gminie Țifești. W 2011 roku liczyła 860
mieszkańców.